# Republika

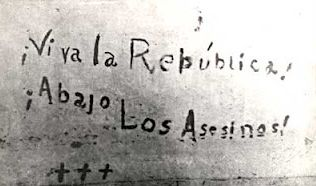
Ať žije republika, pryč s vrahy". Heslo napsané vlastní krví na zeď během nepokojů v Portoriku roku 1937

Republika (z latinského res publica, věc veřejná) je forma vlády, ve které je země považována za veřejnou záležitost, nikoliv vlastnictví vládce. Primární instituce v republice jsou ustavovány skrze demokracii, oligarchii či aristokracii. Republika je opakem monarchie, jelikož panovník není hlavou státu. Hlava státu (obvykle prezident) je v republice volena přímo či nepřímo. Pojem republika v moderním významu odkazuje na starověkou Římskou republiku trvající od svržení krále v roce 509 před naším letopočtem až do ustavení Římského císařství v roce 27 př. n. l. V dnešní době pojem republika znamená formu vlády, jejímž zdrojem moci je lid, nikoli dědičnost či božské právo.
Od doby dekolonizace po druhé světové válce počet republik na světě převyšuje počet monarchií (jako jsou císařství a království). V roce 2021 používalo slovo „republika“ jako součást svého oficiálního názvu 159 z 206 suverénních států světa.
Republika je nejčastěji suverénním státem, ale existují také republiky jako sub-suverénní státní entity, a to povětšinou ve federacích a konfederacích. Například článek IV Ústavy Spojených států „zaručuje každému státu v unii republikánskou formu vlády“. Dalším příkladem byl Sovětský svaz, který sám sebe popsal jako federaci „sovětských socialistických republik“. Také bývalé Československo bylo roku 1969 přetvořeno ve federaci dvou republik, z nichž každá se formálně stala z hlediska mezinárodního práva svrchovaným národním státem, takže z přísně právního hlediska současná Česká republika nevznikla roku 1993, ale v roce 1969. Existují ovšem i federace a konfederace, v nichž podfederální jednotky nemají republikánský status, například Švýcarsko.

## Terminologie

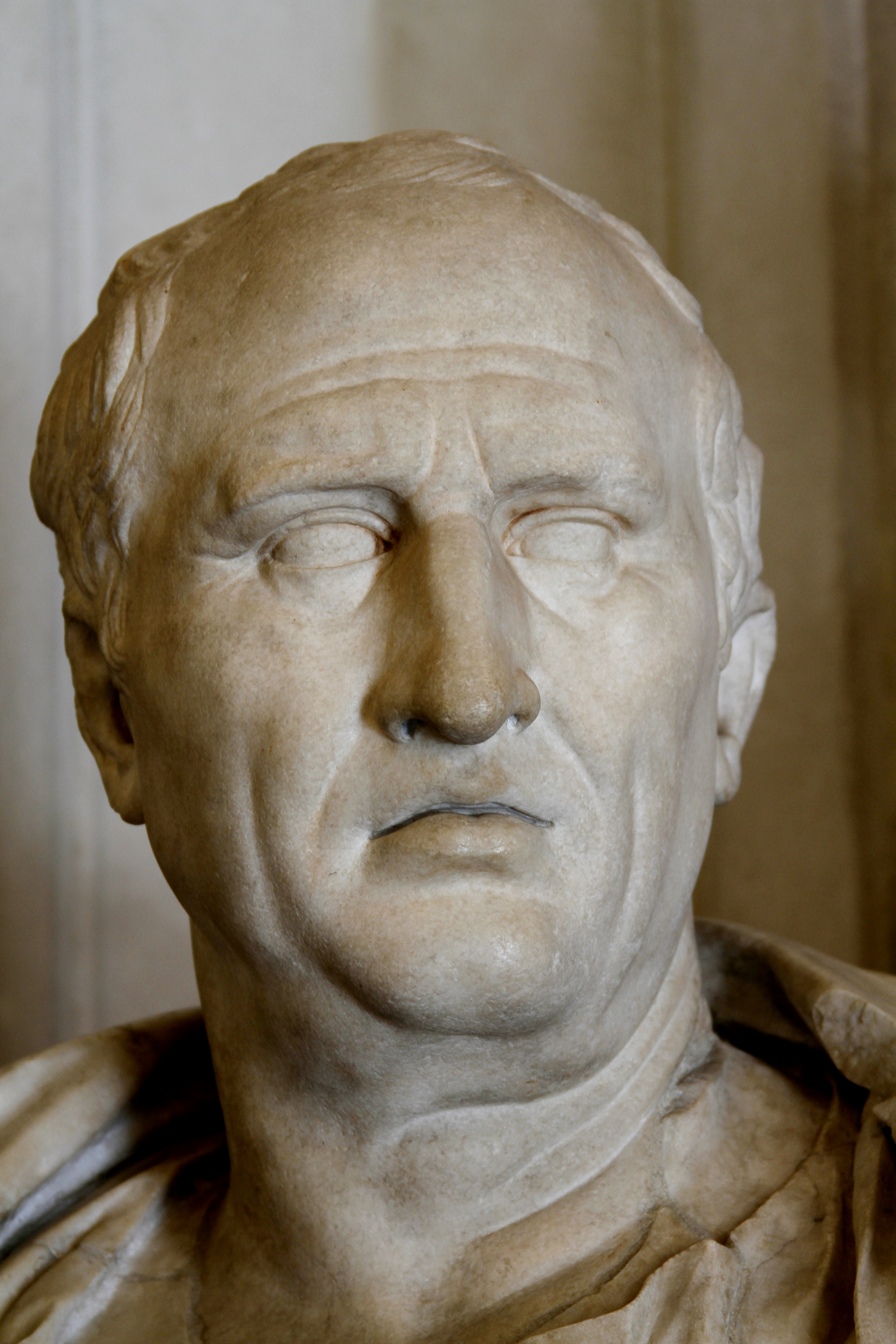
Busta autora pojmu republika Marca Tulia Cicera

Ve starém Řecku se pro republiky užíval pojem politeia (odvozeno od slova polis, obec). I jeden z nejznámějších Platónových spisů nese právě název Politeia. Byl to Cicero, který jako první tento pojem přeložil do latiny jako res publica. Od té doby se tato verze vžila a ve většině jazyků pojem republiku označují vychází z latinského základu. Jen v málo jazycích se latinský základ pomíjí, příkladem pokusu zavést místní překladovou verzi je polština a její rzeczpospolita. V angličtině ve starších dobách převládal také místní termín commonwealth, ještě třeba v časech Olivera Cromwella, dnes tomu tak již ale není. Prvním středověkým autorem, který začal znovu užívat zapomenutý termín republika, byl Leonardo Bruni. Snažil se jím popsat státní zřízení severoitalských městských států. Brunim inspirován se pojmu chopil Niccolò Machiavelli a široce ho zpopularizoval.

## Historie

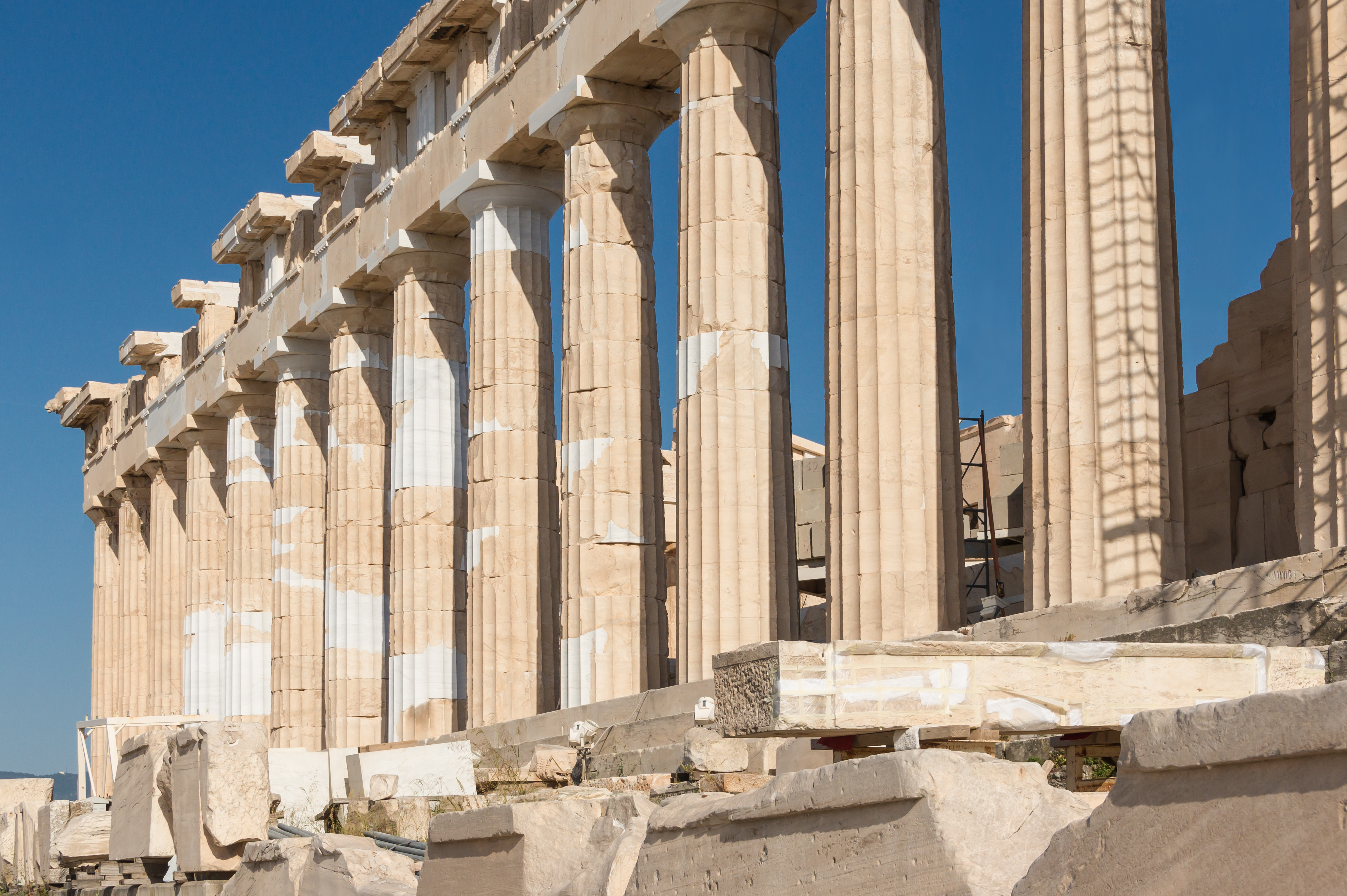
Parthenón na Akropoli, jádro Athénské republiky

První republiky vznikly v antickém Řecku a Římě. Jejich forma byla omezena volebním právem, které se vztahovalo na vyšší vrstvy obyvatelstva (šlechtu), v některých případech bylo volební právo udělováno všem občanům republiky (mezi občany se však počítala jen část svobodných mužů). Antické republiky spolu s demokratickou formou státního zřízení zaznamenaly největší rozvoj v nejvýznamnějších řeckých městských státech (například v Aténách), později v Římě. Období římské republiky bylo de facto ukončeno za Gaia Julia Caesara.
I mimo Evropu asi existovaly ve starověku státní entity bez panovníka, v Indii se pro ně užíval pojem sangha (dnes má spíše obecný význam "společenství"). Alespoň v Řecku se povědomí o tom uchovalo po invazi Alexandra Velikého do Indie, zaznamenal ho Diodóros Sicilský, ovšem až dvě století po Alexandrově cestě. Indické zdroje v této věci jsou nejasné, je možné, že se na severu Indie vytvořilo kolem 6. století př. n. l. několik menších států na principu oligarchie. Za nejstarší stále existující republiku světa bývá označováno San Marino. To považuje za datum vzniku svého státu rok 301. Skutečně státní identitu však získalo až později. To, že je republikou již od roku 930, většinou uvádí i Island. Je pravdou, že neměl od svého počátku vládce a klíčová rozhodnutí přijímaly kolektivní orgány, nicméně roku 1262 přijal autoritu krále norského.  

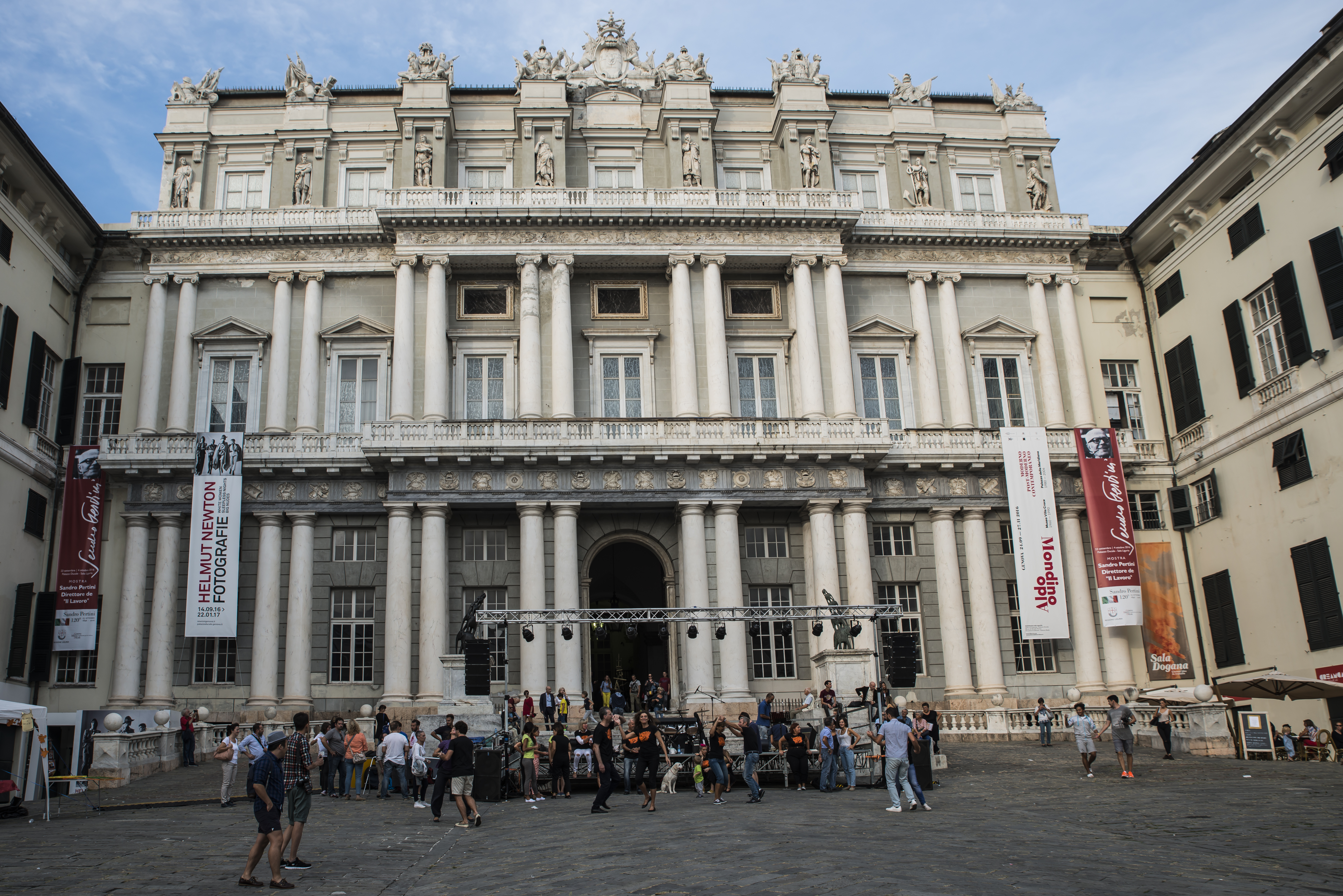
Dóžecí palác v Janově, sídlo vlády Janovské republiky

Ve středověku se republiky rozvíjely ve velmi omezené míře v městských státech, zejména v Itálii (například Benátská republika, které však nabrala spíše monarchickou formu, nebo Janovská republika). Typické pro tyto městské republiky bylo, že jim dominovalo měšťanstvo a obchodní třída, proto se někdy hovoří o merkantilistických republikách. Vznik těchto republik byl umožněn oslabením centralizované moci v Itálii. I v centralizovanějších státech, jako byla Francie či Anglie, však bohatnoucí obchodní třída nelibě nesla své podřadné postavení ve feudálním systému a snažila se zjednat si lepší postavení aspoň různými privilegii, městskými listinami apod. Právě v Itálii se také poprvé vyvinula ideologie obhajující republikánskou formu státu (Brunetto Latini, Marsilius z Padovy aj.). Městské třídě většinou nevadil panovník, ale konkurenční postavení měla vůči šlechtě, jejíž privilegia byla ovšem natolik vrostlá do monarchického principu vlády, že se pozvolna začal rodit v měšťanstvu protimonarchický sentiment.

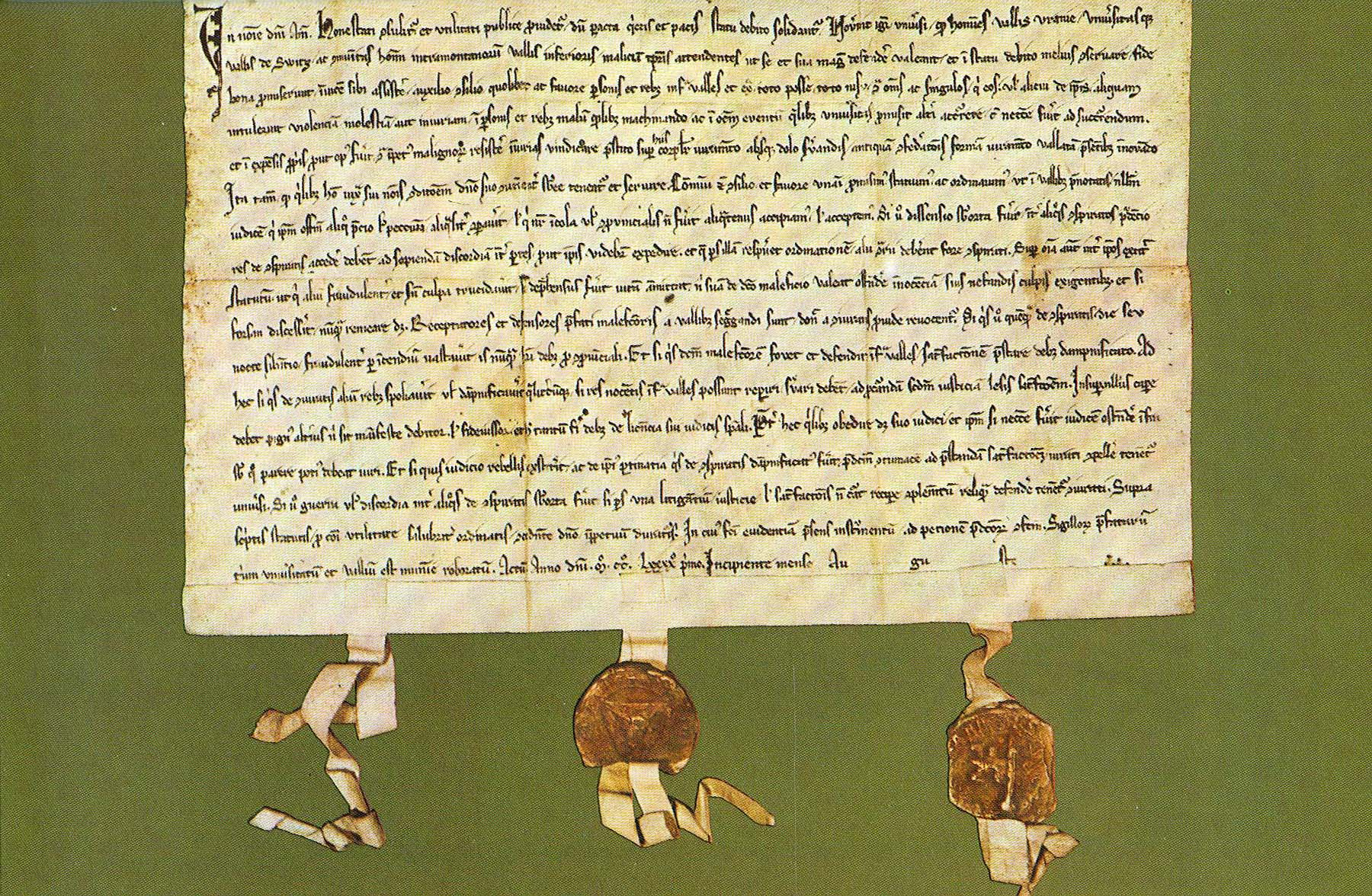
Ústava Staré švýcarské konfederace z roku 1291

Určitou šanci získal republikanismus také v německém a středoevropském kulturním prostoru, kde nevznikl silný centralizovaný stát jako v Anglii či Francii, ale fungovala zde tzv. Svatá říše římská, jež byla mnohem volnějším uskupením různých státních entit. Mnohá města pod autoritou římského císaře byla de facto republikami, ovšem zdaleka nejvíce prostoru si nakonec vymanévrovalo Švýcarsko, které počínaje "starou konfederací" z roku 1291 se stalo nejen republikou, ale i zcela samostatným státem. Také dvě ruská města se silnou obchodní třídou - Novgorod a Pskov - přijala republikánské formy vlády ve 12. a 13. století. Novgorodská republika ovládla dokonce ohromné území, ale později byla pohlcena moskevskými velkoknížaty, stejně jako Pskov. K evropským středověkým obchodnickým republikám bývá někdy přirovnáván stát založený v Ankaře obchodním bratrstvem Ahi ve 13. století.

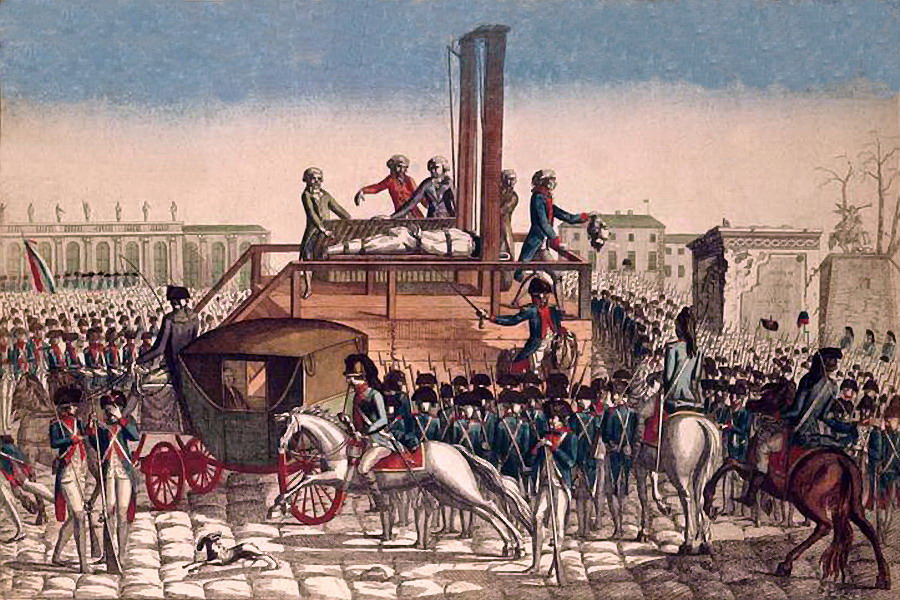
Poprava Ludvíka XVI. roku 1793

Podle mnohých historiků jistou roli v růstu republikánských idejí sehrál protestantismus (ačkoli je paradoxem, že se nakonec monarchie udržely v Evropě hlavně v protestantských zemích). Skutečností je, že protestant Jan Kalvín ve svých spisech nabádal, že věřící křesťan má povinnost svrhnout nehodného panovníka (s tímto konceptem koketovali ostatně již čeští husité), což jasně podkopávalo moc a legitimitu králů. Kalvinismus hrál důležitou roli v republikánských vzpourách v Anglii a Nizozemsku. V Anglii šlo o epizodu, jakkoli dramatickou, doprovázenou i popravou krále Karla I. Avšak Spojené provincie nizozemské (od roku 1581) již si republikánskou formu udržely mnohem déle (do 1795) – jakkoli tuto formu narušovala faktická dědičnosti funkce místodržitele. V Anglii se také obnovila prorepublikánská politická filozofie, reprezentovaná například Johnem Miltonem. A kalvinisté sehráli také významnou úlohu při osidlování severní Ameriky. I jejich vliv vedl k tomu, že v roce 1776 byly jako republika založeny Spojené státy americké. Ty si vyvinuly i vlastní tradici filozofického republikanismu a antimonarchismu (např. Thomas Paine a jeho Common Sense z roku 1776). Také Jean-Jacques Rousseau pocházel z kalvínského prostředí, jeho politická filozofie adorující staré řecké polis silně ovlivnila francouzskou revoluci, která nakonec vytvořila i republiku, byť jen na krátko.

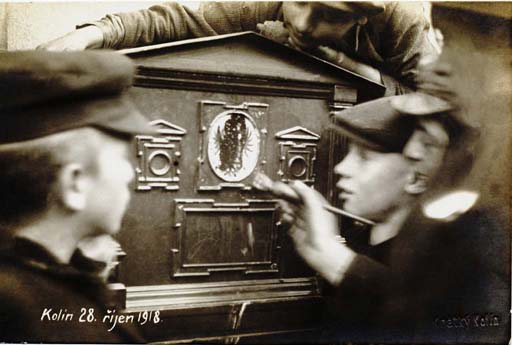
Zamalovávání rakousko-uherských symbolů, Kolín 1918

19. století znamenalo velké tažení republikánských myšlenek mimo Evropu. Poté, co uspěl protikoloniální boj v Jižní Americe, řada nových zemí zvolila republiku jako státní formu. Velkým historickým mezníkem byl pád monarchie a kolaps monarchismu v Číně roku 1911. V Evropě francouzská revoluce a napoleonské války vyvolaly spíše neokonzervativní vlnu, po mnoha peripetiích sice republika na konci 19. století definitivně zvítězila ve Francii, ale na začátku 20. věku byly stále ještě v Evropě jen tři republiky - vedle Francie ještě Švýcarsko a San Marino. V roce 1908 se přidalo Portugalsko. Lavina se nakonec utrhla s koncem první světové války. Velké monarchické říše se rozpadly a nahradily je menší republiky: Československo, Polsko, Finsko, Irsko. Také v Rusku padla monarchie, a to revolucí. Druhá světová válka měla podobný efekt. Ta především oslabila evropské koloniální mocnosti. Ty ztrácely vliv ve svých zámořských územích a tamní politici po vyhlášení nezávislosti začasto volili republikánské zřízení. Velkým mezníkem bylo zejména to, když monarchu definitivně odvrhla Indie, roku 1950. Některé bývalé britské kolonie si ale formálně britského monarchu jako hlavu státu ponechaly, například Kanada či Austrálie. Neoznačují se však jako království, oficiální název Austrálie je dokonce Commonwealth of Australia, přičemž pojem commonwealth je starým anglickým výrazem pro republiku. Chod těchto států se od republiky liší jen minimálně. Také v Evropě republikánské tažení pokračovalo, souviselo hlavně s komunismem, který zrušil monarchie v zemích jako Bulharsko, Rumunsko, Jugoslávie nebo Maďarsko. Přičemž je zajímavé, že ani po pádu komunismu se žádná z těchto zemí k monarchismu nevrátila. V roce 1950 tak zbylo v Evropě jen třináct monarchií, v současnosti je jich dvanáct, neboť řecká monarchie byla roku 1974 nahrazena republikou. Z větších států zůstaly monarchiemi Británie, Španělsko, Nizozemsko, Švédsko a Norsko.
Komunismus měl vliv na pády monarchií i mimo Evropu (Vietnam, Laos, Kambodža, Etiopie), nacionalistická a částečně i socialistická vlna smetla monarchie i v arabsko-muslimském světě (Egypt, Irák, Libye, Jemen). Dokonce i konzervativní teokratický režim v Íránu zvolil roku 1979 formu republiky.

## Typy republik
Obvykle se rozlišují:
- prezidentská republika – vláda je oddělena od parlamentu, hlava státu je současně hlavou vlády (například Spojené státy americké),
- poloprezidentská republika – vláda je odpovědna parlamentu, hlava státu není hlavou vlády, prezident je volen přímo a má spíše obsáhlejší pravomoci (například Francie),
- parlamentní republika – vláda je odpovědna parlamentu (někdy přímo volena parlamentem); hlava státu má malé pravomoci (například Česko), je volena nepřímo parlamentem nebo přímo obyvateli
- ultraprezidentská republika – podobná prezidentské republice, s tím rozdílem, že hlava státu není hlavou vlády (dnes již žádná republika tohoto typu neexistuje, v minulosti to byla například První Francouzská republika).